# San Antonio (tỉnh)
Tỉnh San Antonio là một tỉnh ở vùng Valparaíso, Chile. Tỉnh lỵ là thành phố San Antonio. Tỉnh này có diện tích 1511,6 ki-lô-mét vuông, dân số theo điều tra năm 2002 là 136.594 người.

## Các đô thị
Tỉnh này được chia thành 6 đô thị:
- Algarrobo
- El Quisco
- El Tabo
- Cartagena
- San Antonio
- Santo Domingo